# Dan Kersch

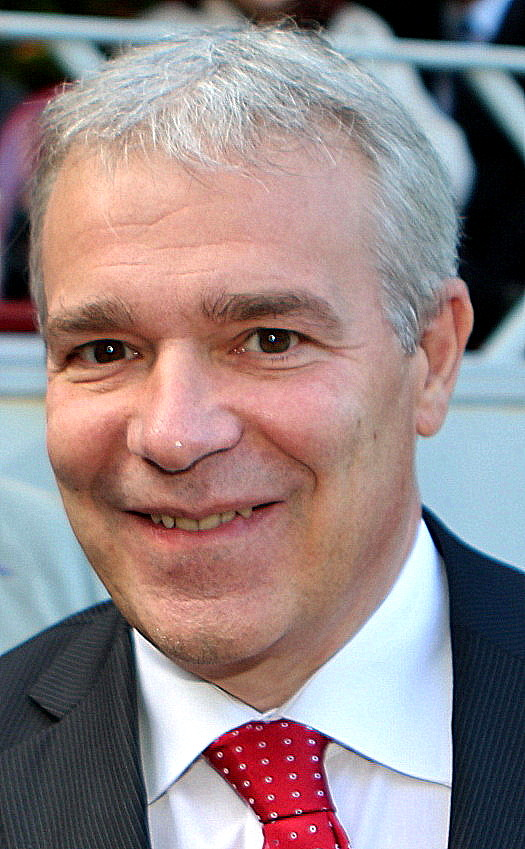
Dan Kersch (2015)

Dan Kersch (* 27. Dezember 1961 in Esch an der Alzette) ist ein luxemburgischer Politiker.

## Leben
Kersch ist seit 1991 Mitglied der Sozialistischen Arbeiterpartei (LSAP). Davor engagierte er sich in der Kommunistischen Partei Luxemburgs (KPL), nach einer Parteispaltung stieß er, wie auch Vera Spautz, zur LSAP. Von 2000 bis 2005 war er Mitglied des Gemeinderates in Monnerich und anschließend von 2006 bis 2013 Bürgermeister der Gemeinde. Hauptberuflich war Kersch bis 2013 als Umweltberater von Bettemburg tätig.
Von 2009 bis 2012 war er Präsident des SYVICOL (Syndicat des villes et communes luxembourgeoises, Verband der luxemburgischen Städte und Gemeinden). Außerdem war er von 2011 bis 2013 Mitglied des Staatsrates.
Bei den Parlamentswahlen 2013 wurde Kersch erstmals ins luxemburgische Parlament gewählt. Ab dem 4. Dezember 2013 war er Innenminister in der Regierung Bettel-Schneider. In der Regierung Bettel II war er für die Bereiche Arbeit, Beschäftigung und Sozial- und Solidarwirtschaft sowie den Sport zuständig. Am 4. Februar 2020 wurde außerdem Nachfolger von Etienne Schneider im Amt des stellvertretenden Premierministers Luxemburgs.
In seiner Amtszeit als Innenminister konnte er mehrere Großprojekte durchsetzen. Hierunter fallen eine Reform der Gemeindefinanzen, die Reform des Rettungswesens, die zur Gründung des Großherzoglichen Feuerwehr- und Rettungskorps führte, sowie die Umwandlung der Kirchenfabriken in Kirchenfonds mit der damit erfolgten Abschaffung der direkten Finanzierung der Kirchen durch die Gemeinden.
Nachdem Kersch aus gesundheitlichen Gründen seinen Verzicht auf sein Ministeramt verkündet hatte, wechselte er zum 11. Januar 2022 auf die Abgeordnetenbank zurück. Seine Nachfolge als Minister trat Georges Engel  an, das Amt des Vizepremier übernahm Gesundheitsministerin Paulette Lenert.
Am 8. Oktober 2023 wurde Kersch bei der Kammerwahl 2023 nicht erneut in die Abgeordnetenkammer gewählt.